# Matthias Shepler
Matthias Shepler (* 11. November 1790 im Westmoreland County, Pennsylvania; † 7. April 1863 in Navarre, Ohio) war ein US-amerikanischer Politiker der Demokratischen Partei. Vom 4. März 1837 bis zum 3. März 1839 war er Mitglied des Repräsentantenhauses der Vereinigten Staaten für den 18. Kongressdistrikt des Bundesstaates Ohio.

## Biografie
Shepler wurde im Westmoreland County in Pennsylvania geboren. Er besuchte dort die Schule. Er diente im Britisch-Amerikanischen Krieg. 1818 zog er nach Ohio um, wo er sich im Stark County niederließ und fortan engagierte. So war er Schiedsmann für 30 Jahre oder diente als Commissioner. 1829 saß er im Repräsentantenhaus von Ohio und 1832 im Staatssenat. 
Von 1837 bis 1839 war er Mitglied des US-Repräsentantenhauses. Für eine Wiederwahl ließ er sich nicht aufstellen.
1860 zog er nach Navarre um, wo er 1863 starb. Er wurde auf dem Shepler Church Cemetery in der Nähe von Navarre beigesetzt. Shepler war dreimal verheiratet und hatte insgesamt 7 Kinder. 